# 土成町浦池
土成町浦池（どなりちょううらのいけ）は、徳島県阿波市の大字。2010年10月1日現在の人口は473人、世帯数は149世帯。郵便番号は〒771-1503。

## 地理
阿波市の東部に位置。南は土成町水田、土成町秋月、土成町成当、西は市場町尾開、市場町日開谷、北は土成町宮川内、東は土成町土成に接する。讃岐山脈南麓部が当地の大部分を占める。
土成町土成との境を南に九頭宇谷川が流れ、同川の扇状地に集落がある。中央部を阿讃山麓広域農道が東西に走り、九頭宇谷川上流を起点とする徳島県道236号浦池南原線が南へ下っている。
平地部には地名の由来となった溜池の浦之池があり、阿波市指定史跡となっている。

### 河川
- 九頭宇谷川

## 歴史
- 2005年（平成17年）4月1日 - 板野郡土成町が吉野町・阿波郡市場町・阿波町と合併して阿波市となり、住所表記は「板野郡土成町浦池」から「阿波市浦池」となる。
- 2007年（平成19年）1月1日 - 住所表記に「土成町」が復活し、現在の表記となる。

## 施設
- 蓮生寺
- 薬王子神社

## 交通

### 道路
都道府県道
- 徳島県道236号浦池南原線